# La Tempête (téléfilm)
Pour les articles homonymes, voir La Tempête.
La Tempête est un téléfilm français réalisé par Bertrand Arthuys réalisé en 2006.

## Synopsis
27 décembre 1999. Femme d'affaires new-yorkaise, Julia est l'épouse de Christopher, son ex-professeur à l'université Columbia. Un soir, ils quittent la maison de leurs amis Serge et Nathalie pour se rendre, à une trentaine de kilomètres de là, dans un restaurant gastronomique. Alors qu'ils empruntent une route escarpée, la tempête se lève et le vent se révèle si violent qu'un arbre déraciné s'écrase sur la voiture. Un coup de volant du conducteur précipite le véhicule dans un ravin… Julia, éjectée, est indemne, mais son époux, prisonnier de la tôle, souffre d'une fracture de la jambe. C'est en minijupe et talons aiguilles que la jeune femme part chercher de l'aide. Après avoir longtemps marché, Julia aperçoit, au loin, une bâtisse. Le propriétaire, Thomas, est occupé à clouer une bâche sur le toit. Habituée à ce qu'on lui obéisse au doigt et à l'œil, Julia se montre hautaine et peine donc à convaincre ce solitaire de venir l'aider. Il finit cependant par accepter de leur prêter secours.

## Fiche technique
- Réalisation : Bertrand Arthuys
- Scénario : Jeanne Le Guillou, d'après le roman de Jean-Guy Soumy
- Durée : 95 minutes
- Date de sortie : 9 janvier 2007 (TF1)

## Distribution
- Astrid Veillon : Julia
- Bruno Madinier : Thomas
- Didier Flamand : Christopher
- Cannelle Roumanie : La petite Julia
- Christophe Laparra : Dugain
- Luc Gentil : Le médecin
- Maya Borker : Nathalie
- Réginald Huguenin : Serge
- Albert Chabrot : Albert
- Marc Bodnar : Christian
- Estelle Larrivaz : Émilie
- Élisabeth Margoni : Louise